# Edmon Marukjan

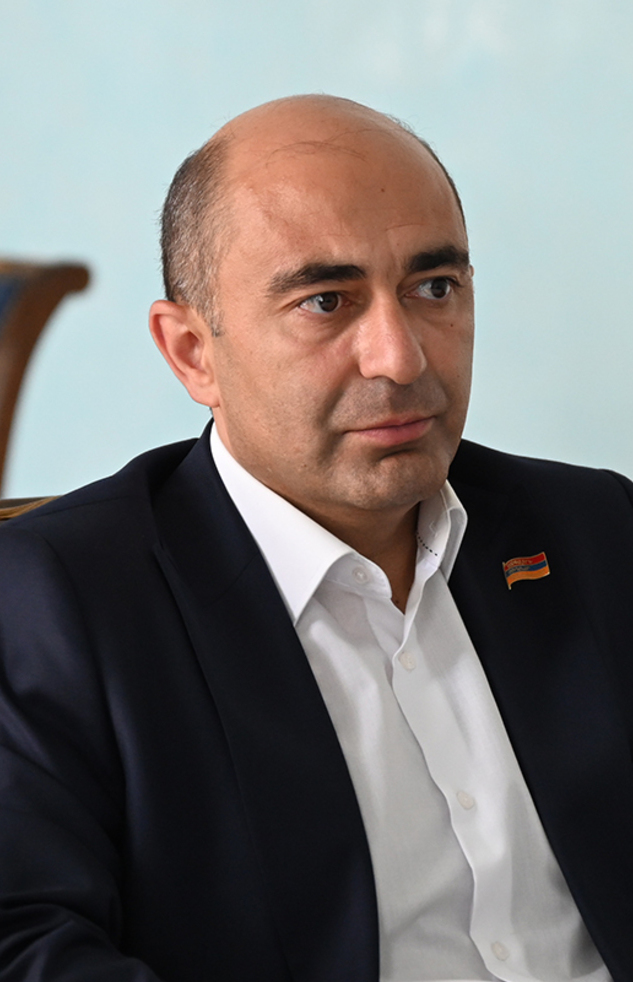
Edmon Marukjan (2021)

Edmon Marukjan (armenisch Էդմոն Հրաչիկի Մարուքյան, englisch Edmon Marukyan, * 13. Januar 1981 in Kirowakan (heutiges Wanadsor), Armenische SSR, Sowjetunion) ist ein armenischer Politiker, Rechtsanwalt und ehemaliger Abgeordneter der Partei Leuchtendes Armenien, deren Parteivorsitzender er ist. In der Nationalversammlung war er zugleich Fraktionsführer seiner Partei. Vom 14. März 2022 bis zu seinem Rücktritt am 29. Februar 2024 war er ein Sonderbotschafter Armeniens.

## Werdegang
Zwischen 1999 und 2001 diente Marukjan in den Streitkräften Armeniens. 2002 erhielt er einen Abschluss vom Moskauer Institut für Wirtschaft und Recht. Im Jahr 2006 absolvierte er einen höheren Ausbildungskurs für Menschenrechte in Warschau und erhielt 2007 einen Abschluss von der Akademie für staatliche Verwaltung der Republik Armenien. 2010 folgte ein weiterer Abschluss in Form eines Master für Menschenrechte und Völkerrecht der University of Minnesota Law School. Marukjan nahm an Fachschulungen in Armenien, Polen, Ungarn, den USA, der Schweiz, Dänemark, Frankreich, Deutschland, Russland und Großbritannien teil.
Beruflich war er zwischen 2002 und 2004 Leiter der Rechtsabteilung der Medienorganisation „Media Group“, in den Jahren 2007/2008 Dozent am Lehrstuhl für Philosophie und Politikwissenschaft des Staatlichen Pädagogischen Instituts Wanadsor und von 2007 bis 2012 Partner als Rechtsanwalt in der Anwaltskanzlei „Populeks“ GmbH. 2008 wurde er Mitglied der Advokatenkammer der Republik Armenien. Seit 2002 ist er Mitglied im „International Network of Youth Movements for Human Rights“ und seit 2003 in dessen Koordinierungsrat vertreten. 2006 wurde Marukjan Gründungsmitglied der internationalen Organisation „Youth Network for Education of Human Rights“.
2005 wurde Marukjan Mitglied einer öffentlichen Untersuchungsgruppe, die an Orten, an denen Personen von der Polizei der Republik Armenien verhaftet wurden, eine Untersuchung durchführte. 2006 wurde er zum Vorsitzenden dieser Gruppe gewählt. Daneben war er von 2005 bis 2012 Mitglied einer Beobachtungsgruppe, die ein öffentliches Monitoring in den strafrechtlich-exekutiven Institutionen und Organen des Justizministeriums der Republik Armenien durchführte. 2010 war Marukjan einer der Gründer der Menschenrechts-NGO „Center for Strategic Proceedings“. Zwischen 2010 und 2015 war er als Experte für die internationale Organisation Human Rights Watch tätig.
2012 wurde Marukjan erstmals in die Nationalversammlung über den Wahlkreis Nr. 30 als parteiloser Abgeordneter gewählt. Im Parlament blieb er fraktionslos. Im Jahr 2015 gründete Marukjan die liberale Partei Leuchtendes Armenien. Zur Parlamentswahl in Armenien 2017 schloss er sich mit dieser Partei dem Parteienbündnis der pro-europäischen Ausweg-Allianz (Jelk) an, zog so erneut ins Parlament ein und war neben zwei weiteren Parteikollegen Mitglied der Jelk-Fraktion. Bei der vorgezogenen Parlamentswahl in Armenien 2018 trat er mit seiner Partei ohne Bündnis an und konnte für die Partei das bisher beste Ergebnis einfahren. Die Partei erhielt 18 Sitze und Marukjan wurde Vorsitzender einer erstmals eigenständigen Fraktion von Leuchtendes Armenien. Neben der größeren Fraktion der Partei Blühendes Armenien stellte Marukjans Partei die parlamentarische Opposition.
Bei der vorgezogenen Parlamentswahl in Armenien 2021 schaffte seine Partei den Sprung über die Fünfprozenthürde nicht mehr, wodurch auch Marukjans Parlamentsmandat endete. Am 14. März 2022 wurde er von Premierminister Paschinjan zu einem Sonderbotschafter Armeniens ernannt. Fast zwei Jahre später trat er am 29. Februar 2024 als Botschafter zurück und begründete dies mit Differenzen mit der Außenpolitik der Regierung.

## Privates
Marukjan ist verheiratet und hat zwei Kinder.